# 小嶋一浩
小嶋 一浩（こじま かずひろ、1958年〈昭和33年〉12月1日 - 2016年〈平成28年〉10月13日）は、日本の建築家。横浜国立大学大学院Y-GSA教授。元東京理科大学大学院教授。元東京大学、東京藝術大学、東京工業大学、東北大学、広島工業大学、日本女子大学非常勤講師。（株）CAt（シーラカンスアンドアソシエイツトウキョウ）共同主宰。日本建築学会賞、吉岡賞、村野藤吾賞など多数受賞。原広司門下。学校建築の分野で特に優れた作品が多い。

## 来歴・人物
- 大学院在学中にシーラカンスを共同で設立。
- 作風は「白と黒」、「スペースブロック」などの独自のキーワードで建築を構築し、海外でも活動。
- 妻は建築家の城戸崎和佐。
- 教育者として、小嶋研究室の発足以来、せんだいデザインリーグファイナリスト、トウキョウ建築コレクション、各コンペティション入賞者を多く輩出、多数の建築家を育成するなど教育者として高い評価を得ている。

## 略歴
- 1958年　大阪府枚方市生まれ[2]
- 1977年　大阪府立四條畷高等学校卒業[2]
- 1982年　京都大学工学部建築学科卒業（24歳）
- 1984年　東京大学大学院工学系研究科建築学専攻修士課程修了（26歳）
- 1986年　同大学院博士課程在学中にシーラカンスを共同設立。
- 1988年　同大学院（原広司研究室）博士課程単位取得満期退学（30歳）
- 1989～92年　東京大学槇文彦研究室助手、大野秀敏研究室助手。
- 1993～95年　早稲田大学非常勤講師
- 1994年　東京理科大学理工学部建築学科助教授
- 1997～99年　東京藝術大学非常勤講師
- 1998年　C+A（シーラカンスアンドアソシエイツ）に改組。
- 1999～00年　広島工業大学非常勤講師
- 2000～01年　東京工業大学非常勤講師
- 2001～02年　日本女子大学非常勤講師
- 2002～04年　東京大学非常勤講師
- 2004～05年　京都工芸繊維大学特任教授
- 2005～11年　東京理科大学教授
- 2005年　CAt（シーラカンスアンドアソシエイツトウキョウ）に改組。
- 2005～08年　東北大学非常勤講師
- 2006年～2016年　京都工芸繊維大学客員教授
- 2011年～2016年　横浜国立大学大学院Y-GSA教授

## 作品
| 名称                                                              | 年     | 所在地           | 国       | 備考 |
| ----------------------------------------------------------------- | ------ | ---------------- | -------- | ---- |
| 氷室アパートメント                                                | 1987年 | 大阪府枚方市     | 日本     |      |
| 吉備高原小学校                                                    | 1988年 | 岡山県吉備市     | 日本     |      |
| 大阪国際平和センター・ピースおおさか                              | 1991年 | 大阪市中央区     | 日本     |      |
| MINES北堀江                                                       | 1991年 | 大阪市西区       | 日本     |      |
| 小松フォークリフト神戸工場                                        | 1991年 | 兵庫県神戸市     | 日本     |      |
| スペースブロック上新庄                                            | 1991年 | 大阪市東淀川区   | 日本     |      |
| 千葉市立打瀬小学校                                                | 1995年 | 千葉市美浜区     | 日本     |      |
| ビッグハート出雲                                                  | 1999年 | 島根県出雲市     | 日本     |      |
| 宮城県迫桜高等学校                                                | 2001年 | 宮城県栗原市     | 日本     |      |
| クリニック/ハウスN                                                | 2002年 | 千葉市美浜区     | 日本     |      |
| ヒムロハウス                                                      | 2002年 | 大阪府枚方市     | 日本     |      |
| 東京大学駒場IIキャンパス 先端科学技術研究センター3号館            | 2003年 | 東京都目黒区     | 日本     |      |
| ツダ・ジュウイカ                                                  | 2003年 | 大阪府枚方市     | 日本     |      |
| スペースブロック・ハノイモデル                                    | 2003年 | ハノイ           | ベトナム |      |
| リベラル・アーツ＆サイエンス・カレッジ                            | 2004年 | ドーハ           | カタール |      |
| Paltown 城西の杜集会所                                            | 2004年 | 群馬県太田市     | 日本     |      |
| Ota House Museum                                                  | 2004年 | 群馬県太田市     | 日本     |      |
| 千葉市立打瀬小学校増築棟                                          | 2005年 | 千葉市美浜区     | 日本     |      |
| ぐんま国際アカデミー                                              | 2005年 | 群馬県太田市     | 日本     |      |
| スペースブロック・ノザワ                                          | 2005年 | 東京都世田谷区   | 日本     |      |
| 千葉市立美浜打瀬小学校子どもルーム                                | 2006年 | 千葉市美浜区     | 日本     |      |
| 千葉市立美浜打瀬小学校                                            | 2006年 | 千葉市美浜区     | 日本     |      |
| ジェティー・キャビン                                              | 2007年 | 神奈川県藤沢市   | 日本     |      |
| グレインズ・シモメグロ                                            | 2007年 | 東京都目黒区     | 日本     |      |
| 国際交流基金情報センターライブラリー                              | 2008年 | 東京都新宿区     | 日本     |      |
| 幕張インターナショナルスクール                                    | 2009年 | 千葉市美浜区     | 日本     |      |
| 12のストゥッディオーロ（MM1221）                                  | 2009年 | 東京都港区       | 日本     |      |
| 柿畑のサンクン・ハウス                                            | 2010年 | 神奈川県小田原市 | 日本     |      |
| ヌーヴェル赤羽台5号棟・集会所                                     | 2010年 | 東京都北区       | 日本     |      |
| 下北沢blocks                                                      | 2010年 | 東京都世田谷区   | 日本     |      |
| 宇土市立宇土小学校                                                | 2011年 | 熊本県宇土市     | 日本     |      |
| 沖縄アミークスインターナショナル                                  | 2011年 | 沖縄県うるま市   | 日本     |      |
| BWTあすとぴあ工場                                                 | 2013年 | 山口県宇部市     | 日本     |      |
| LONG HAT                                                          | 2014年 | 大阪府四條畷市   | 日本     |      |
| 立川市立第一小学校 柴崎図書館･学童保育所･学習館                   | 2014年 | 東京都立川市     | 日本     |      |
| 新白島駅                                                          | 2015年 | 広島市中区       | 日本     |      |
| 流山市立おおたかの森小･中学校、おおたかの森センター、こども図書館 | 2015年 | 千葉県流山市     | 日本     |      |
| ISAK KAMIYAMA Academic Center + Residence 4                       | 2016年 | 長野県軽井沢町   | 日本     |      |
| 南方熊楠記念館新館                                                | 2017年 | 和歌山県白浜町   | 日本     |      |
| 釜石市立鵜住居小学校、釜石東中学校、鵜住居児童館、鵜住居幼稚園    | 2017年 | 岩手県釜石市     | 日本     |      |
| 恵比寿SAビル                                                      | 2017年 | 東京都渋谷区     | 日本     |      |
| 京都外国語大学新4号館                                             | 2017年 | 京都市右京区     | 日本     |      |

## 受賞
- 1990年　第7回吉岡賞（32歳）
- 1997年　日本建築学会賞作品賞（39歳）
- 2007年　日本建築家協会賞（49歳）
- 2013年　第26回村野藤吾賞（54歳）
- 2016年　日本建築学会賞作品賞

## 作品集
- PLOT 02 小嶋一浩　（A.D.A.EDITA Tokyo）
- 2G N.43 Kazuhiro Kojima　（Editorial Gustavo Gili）

## 著書
- 小さな矢印の群れ　（TOTO出版）

## 出演
- YouTube　「Archi-TV 2009」『インタビュー　小嶋一浩』2010年1月7日

## その他
- トウキョウ建築コレクション、空間デザインコンペティション、新建築住宅設計競技、せんだいデザインリーグ2011、広島8大学卒業設計展2011など審査員を歴任。

## 東京理科大学小嶋研究室出身の建築家
- 光本直人
- 小谷研一
- 寺本健一
- 佐貫大輔
- 嶋田洋平
- 岡野道子